# 駒澤大学バレーボール部
駒澤大学バレーボール部（こまざわだいがく バレーボールぶ、Komazawa University Volleyball Club）は、駒澤大学のバレーボールチーム。関東大学バレーボール連盟所属。

## 概要
1965年創部。本拠地は駒澤大学玉川キャンパス。
元日本代表・緒方良や富士通カワサキレッドスピリッツGM兼監督・山本道彦、元東京グレートベアーズ監督・真保綱一郎を輩出。

### リーグ戦などの成績
- 2013年度、春季リーグ戦で男子1部に昇格（3－1法政大学）
- 2022年度、全日本インカレでベスト8入り
- 2023年度、春季男子1部リーグ戦は2勝9敗の最終順位・11位で入れ替え戦に進むが、大東文化大学（2部2位）に3-1で勝利し、1部残留[1]
  - 東日本インカレ準々決勝で東海大学にストレート負けし5位
  - 7月、天皇杯の東京都予選・決勝戦で中央大学（春季リーグ6位）にストレート勝ちし優勝[2]

## 関係者

### 歴代監督
- 鈴木淳平（2001年- ）駒澤大学教授、全日本大学バレーボール連盟科学研究委員[3]

### 主な出身者
- 清嶋彰一 - 競輪選手 ※中退
- 緒方良 - 元日本代表、指導者、日本バレーボール指導者協会副会長
- 山本道彦 - 富士通カワサキレッドスピリッツGM兼監督、V.LEAGUE理事
- 真保綱一郎 - 堺ブレイザーズ・FC東京・東京グレートベアーズ・ジェイテクトSTINGS愛知監督
- 三並恒功 - 株式会社PBM代表取締役 Producer＆Creativedirector
- 橋場正裕 - 元FC東京、啓新高等学校男子バレー部監督
- 橋本卓也 - 元FC東京
- 小田嶋大貴 - 元東京グレートベアーズ
- 戸嵜嵩大 - 東京グレートベアーズ
- 田中響 - ヴィクトリーナ姫路コーチ
- 齋藤浩貴 - 奈良ドリーマーズ
- 山田大悟 - 東京グレートベアーズ
- 江藤巧 - 日本製鉄堺ブレイザーズ
- 上田翔貴 - 2022世界ビーチバレーボール大学選手権日本代表[4]